# ムン・ソンミン
ムン・ソンミン（ハングル:문성민、文 聖民、1986年9月14日 - ）は、韓国の元男子バレーボール選手。韓国代表。

## 来歴
釜山広域市出身。京畿大学校卒業を経て、2008年、VfBフリードリヒスハーフェンに入団。2008年韓国Vリーグ新人ドラフトではKEPCO45から1位指名を受けた。ブンデスリーガでリーグ優勝を経験し、2009年にトルコリーグへ移籍した。
大学在学中の2006年に韓国代表のオポジットに選出され、通算85試合に出場。2006年アジア競技大会で優勝、2007年ワールドカップ、北京オリンピック最終予選に出場した。2008年ワールドリーグのインターコンチネンタル・ラウンドでは、2位に大差をつける284点を挙げ、ベストスコアラー部門1位、ベストサーバー部門でも1位となった。
2025年に現役引退し、コーチに就任。

## 球歴
- ワールドカップ - 2007年（11位）
- ワールドリーグ - 2006年、2007年、2008年、2009年

## 所属クラブ
- VfBフリードリヒスハーフェン（2008-2009年）
- ハルクバンク・アンカラ（2009-2010)
- 天安現代キャピタル・スカイウォーカーズ（2010-2025年）